# Robert Pérez Palou

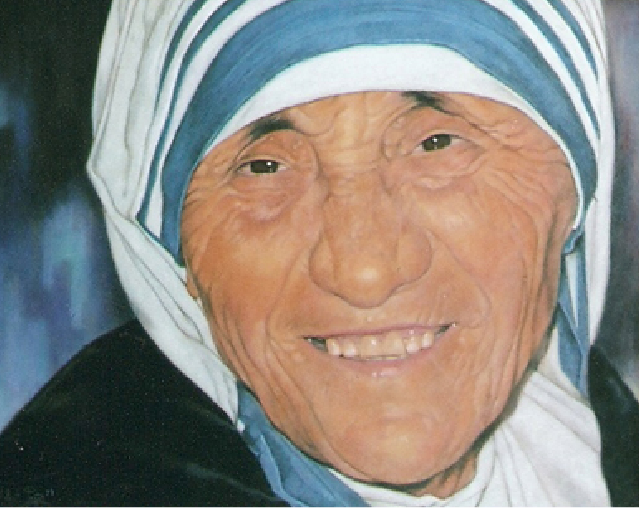
Mare Tresa de Calcuta, 1994

Robert Pérez Palou (Linyola, Pla d'Urgell, 21 de març del 1948) és pintor retratista.
Va néixer en una família d'agricultors on va créixer per a treballar com a tal, tot i les evidències del seu talent artístic ja des de jove. Sense accés a una educació artística formal, Robert va explotar el seu talent com autodidacta. No va ser fins a 1988 quan va començar a dedicar-se a la pintura professionalment. El 1995 va abandonar definitivament les activitats agrícoles per a dedicar-se completament a la pintura. Des de llavors ha participat en múltiples exposicions arreu del planeta, incloent París, Nova York, Los Angeles, Dubái, Japó i Madrid.
Robert s'ha especialitzat com a retratista utilitzant la tècnica del pastel. El seu domini d'aquest estil l'hi ha permès realitzar obres amb un alt nivell de detall, fins al punt que semblen fotografies. GAL ART les descriu com a “excel·lent retratista que s'expressa a través del pastel; dominant el dibuix i la tècnica, desgrana sabers que podria posar al servei de la bellesa espectacular”. Josep Maria Cadena, referint-se al Jove Hindú va dir "És una obra realista realitzada a pastel que està molt bé, sobretot el atenció de les mans, que sol ser una de les parts més complicades del cos a dibuixar".
Entre les seves exposicions més importants, destaquen:
- Barcelona, Museu Diocesà de Barcelona, ‘Art i Assistència Humanitària’ (2006)[6]
- Los Angeles, Latino Art Museum 'The Hollywood Connection' (2010)[7]